# Finlands frihetsstaty

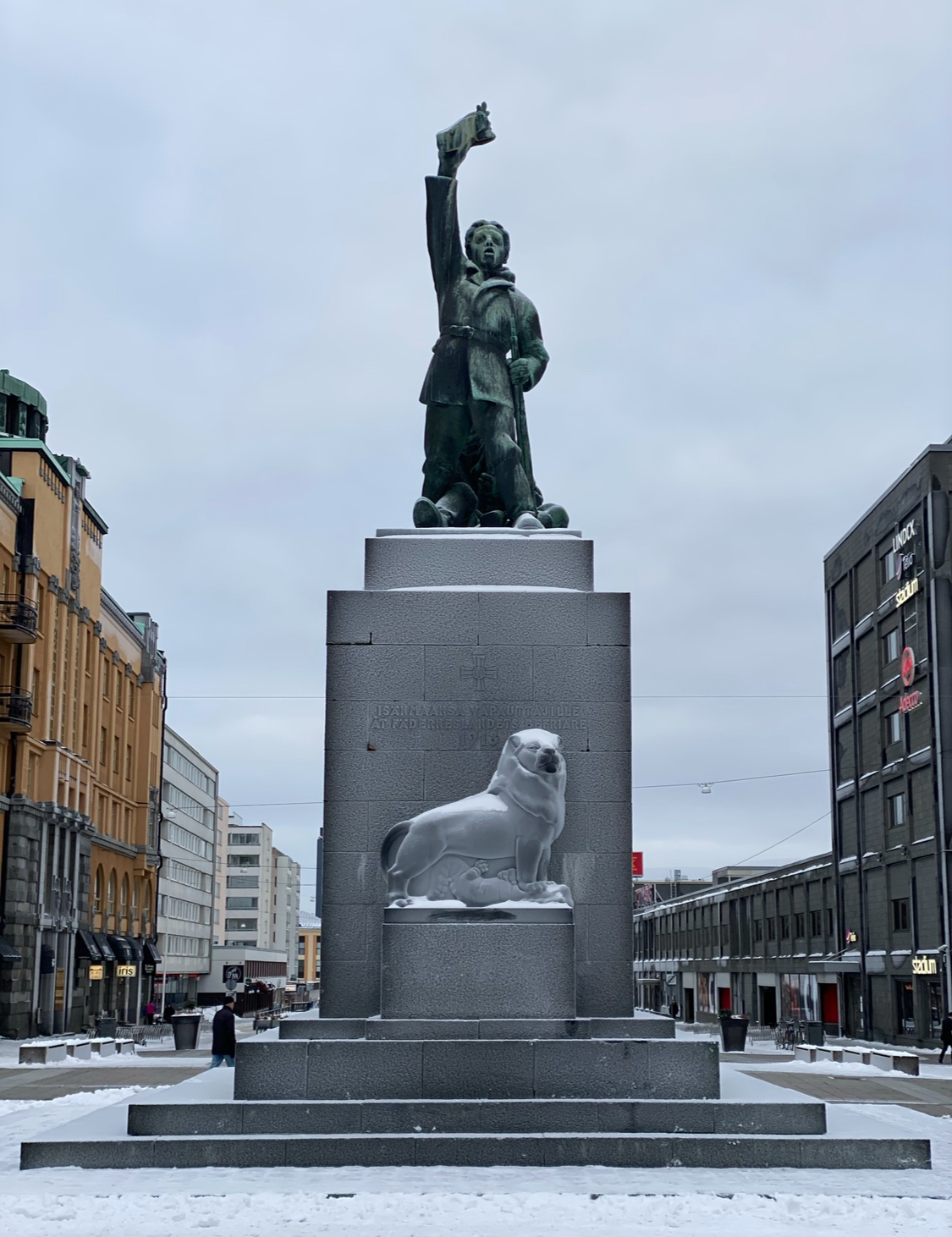
Finlands frihetsstaty på vintern.

Finlands frihetsstaty är ett monument på salutorget i Vasa. Monumentet planerat av Yrjö Liipola består av en bronsstaty på 6 meter och 3,6 ton föreställande två mansfigurer, stående på ett fundament av svart granit. Totalt mäter monumentet cirka 14 meter. Monumentet avtäcktes den 9 juli 1938.
Själva statyn består av två mansfigurer i soldatuniform. Den ena mannen står upp, han håller i sin vänstra hand ett gevär och i den utsträckta högra handen en mössa. Den andra mannen sitter ner och håller sin vänstra hand för bröstet, hans ansikte är vänt uppåt och till höger.
På fundamentet finns fem reliefer föreställande lag (en man hållande svärd och sköld),  tro (kvinna med ansiktet vänt mot en kyrka), arbete (man hållande sädeskärve och skära), framtid (moder med två barn) samt general Carl Gustaf Mannerheim.
På den sida av fundamentet som vetter mot torget finns ett av djurskulptören Jussi Mäntynen formgivet lejon som trampar på en drake. Ovanför lejonet är textat i versaler "Isänmaan vapauttajille – Åt fäderneslandets befriare – 1918" tillsammans med ett ingraverat frihetskors.
Frihetstatyn är ett av tre minnesmärken av finska inbördeskriget i Vasa, de andra är Jägarstatyn (1958) och Finlands flygvapens minnesmärke (1969).

## Avtäckningsceremoni

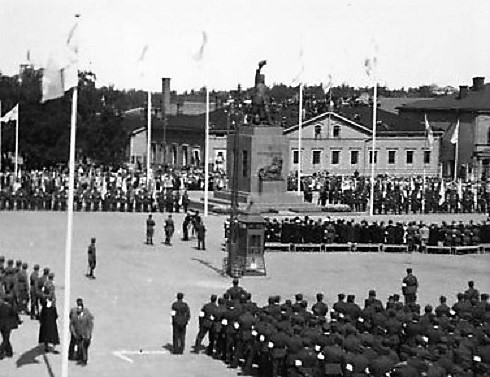
Avtäckning av Finlands frihetsstaty i Vasa den 9 juli 1938.

Avtäckningsceremonin hölls den 9 juli 1938 på bekostnad av Vasa stad. Deltog gjorde bland andra president Kyösti Kallio, fältmarskalk C. G. E. Mannerheim, Lotta Svärds ledare Fanni Luukkonen samt de medlemmar i självständighetssenaten som fortfarande var vid liv. Ceremonin följdes av en publik på omkring 10 000 personer.